# Polonca Dobrajc
Polonca Dobrajc, slovenska političarka, poslanka in pravnica, * 8. marec 1960, Ljubljana.

## Življenjepis
Leta 1992 je bila na listi SNS izvoljena v 1. državni zbor Republike Slovenije; v tem mandatu je bila članica naslednjih delovnih teles:
- Odbor za obrambo (predsednica),
- Preiskovalna komisija za parlamentarno preiskavo o sumu zlorabe javnih pooblastil v poslovanju podjetij HIT d.o.o., Nova Gorica, Elan, Slovenske železarne, banke, ki so v sanacijskem postopku, dodelite koncesij za uvoz sladkorja tudi za potrebe državnih rezerv (predsednica),
- Odbor za notranjo politiko in pravosodje (podpredsednica),
- Komisija za volitve, imenovanja in administrativne zadeve,
- Komisija za nadzor nad delom varnostnih in obveščevalnih služb,
- Komisija za lokalno samoupravo,
- Odbor za mednarodne odnose,
- Odbor za spremljanje uresničevanja Resolucije o izhodiščih zasnove nacionalne varnosti Republike Slovenije in
- Preiskovalna komisija o politični odgovornosti posameznih nosilcev javnih funkcij za aretacijo, obsodbe ter izvršitev obsodb proti Janezu Janši, Ivanu Borštnerju, Davidu Tasiču in Franciju Zavrlu.

Leta 1996 je bila izvoljena v 2. državni zbor Republike Slovenije; v tem mandatu je bil član naslednjih delovnih teles:
- Komisija za nadzor nad delom varnostnih in obveščevalnih služb (predsednica; od 15. maja 1997),
- Komisija za volitve, imenovanja in administrativne zadeve (od 16. januarja 1997),
- Komisija za nadzor lastninskega preoblikovanja in privatizacije (16. januar - 17. december 1997),
- Odbor za gospodarstvo (16. januar - 17. december 1997),
- Odbor za finance in monetarno politiko (16. januar - 17. december 1997),
- Odbor za mednarodne odnose (od 16. januarja 1997),
- Odbor za notranjo politiko in pravosodje (od 16. januarja 1997),
- Odbor za znanost in tehnologijo (16. januar - 17. december 1997) in
- Odbor za kulturo, šolstvo in šport (16. januar - 17. december 1997).

Polonca Dobrajc, članica Slovenske demokratske stranke, je bila leta 2004 tretjič izvoljena v Državni zbor Republike Slovenije; v tem mandatu je bila članica naslednjih delovnih teles:
- Odbor za finance in monetarno politiko,
- Odbor za zunanjo politiko,
- Odbor za zdravstvo,
- Odbor za zadeve Evropske unije in
- Preiskovalna komisija za ugotovitev politične odgovornosti nosilcev javnih funkcij v zvezi z domnevnim oškodovanjem državnega premoženja pri prodaji deležev Kapitalske družbe d.d. in Slovenske odškodninske družbe d. d. v gospodarskih družbah in sicer tako da zajema preiskava vse prodaje ki so sporne z vidika skladnosti z zakoni in drugimi predpisi ter z vidikov preglednosti in gospodarnosti (predsednica).